# Jakubowice (Branice)
Jakubowice  (deutsch: Jakubowitz, 1936–1945 Jakobsfelde, tschechisch Jakubovice) ist ein Ort in der Landgemeinde Branice im Powiat Głubczycki der Woiwodschaft Opole in Polen.

## Geographie
Das Angerdorf Jakubowice liegt acht Kilometer südöstlich von Branice, 22 Kilometer südlich von Głubczyce (Leobschütz) und 86 Kilometer südlich von Opole (Oppeln) in der Schlesischen Tiefebene.
Nachbarorte sind im Osten Gródczany (Hratschein), im Südosten Turków (Turkau) und im Westen Wysoka (Waissak).

## Geschichte

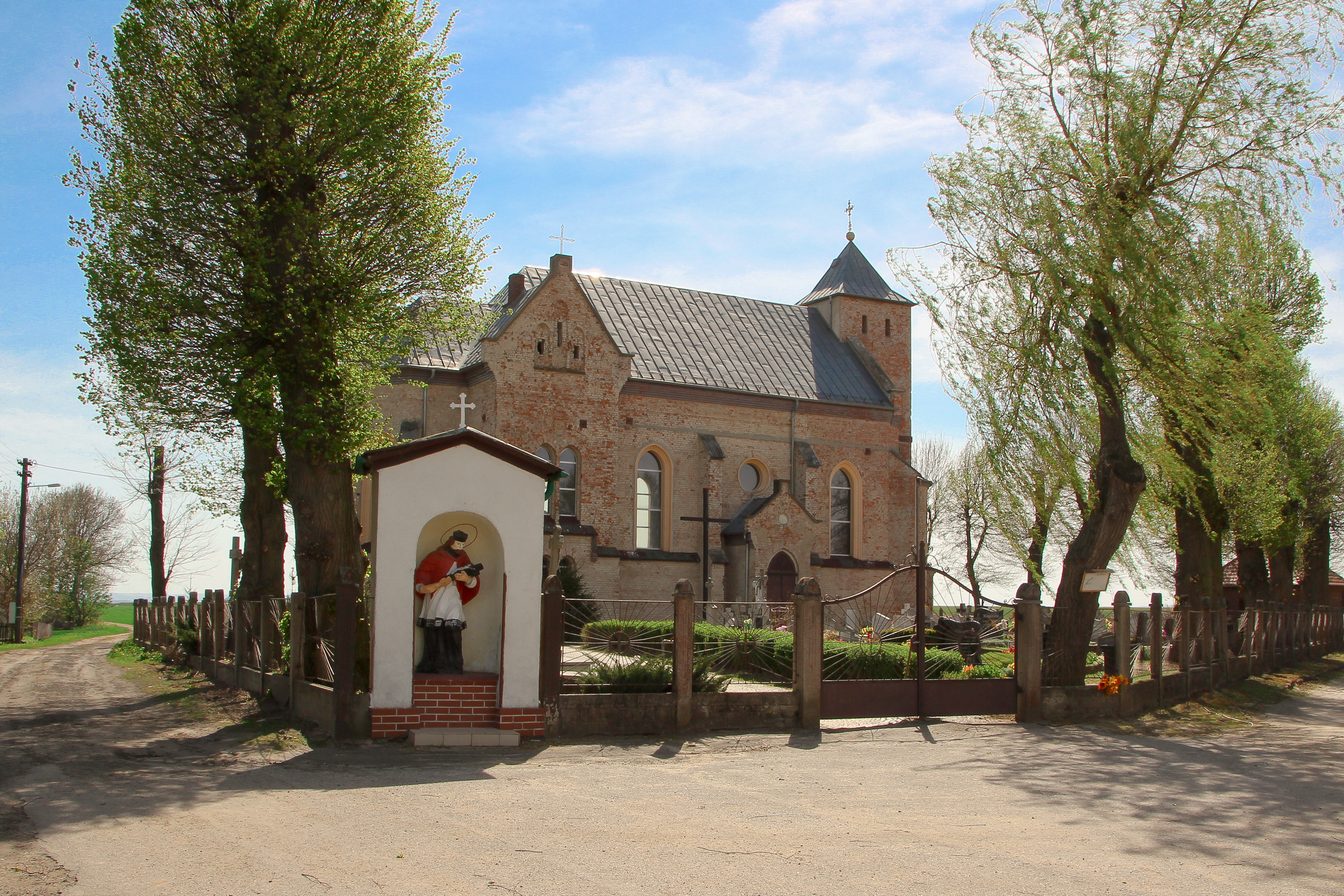
Kirche St. Anna mit Nepomukstatue

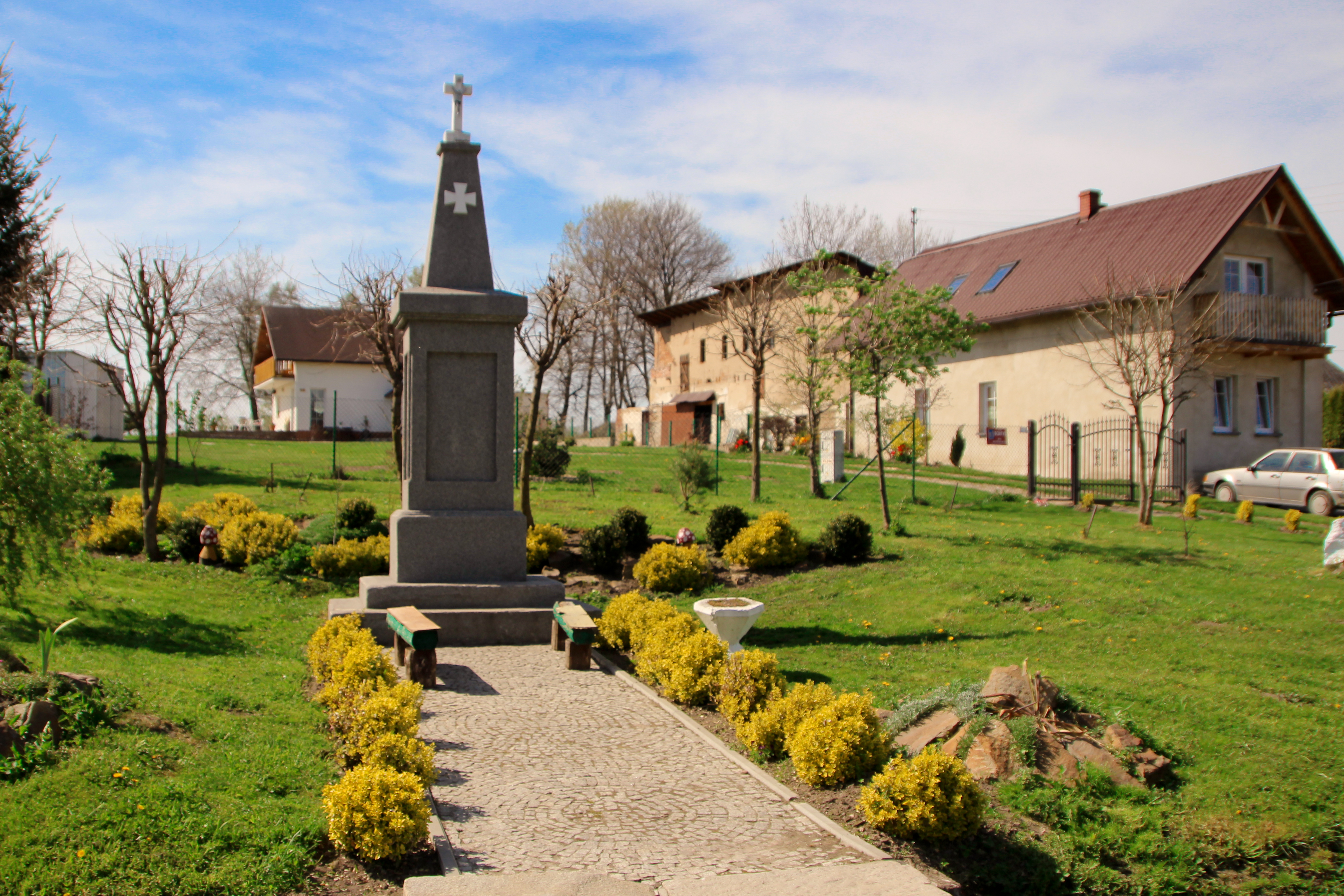
Ehemaliges Gefallenendenkmal

Der Ort wurde 1377 erstmals als Jacubowicz erwähnt. 1459 eine Erwähnung als Jacubschowitz. Der Ortsname leitet sich Personennamen Jakob ab, das Dorf der Familie Jakob.
Nach dem Ersten Schlesischen Krieg fiel Jakubowitz wie fast ganz Schlesien 1742 an Preußen. Im Jahr 1783 zählte der Ort 5 Bauern, 16 Kleinbauern und 12 Hütten.
Nach der Neuorganisation der Provinz Schlesien gehörte die Landgemeinde Jakubowitz ab 1816 zum Landkreis Leobschütz im Regierungsbezirk Oppeln. 1832 wurde im Ort eine katholische Schule eingerichtet. 1845 bestanden im Dorf eine katholische Schule, eine Kapelle, eine Brennerei, eine Brauerei und 73 Häuser. Im gleichen Jahr lebten in Jakubowitz 348 Menschen, davon vier evangelisch. 1861 zählte Jakubowitz vier Bauer-, 17 Gärtner- und 39 Häuslerstellen sowie eine hölzerne Kapelle. Die katholische Schule zählte 71 Einwohner. 1874 wurde der Amtsbezirk Auchwitz gegründet, welcher die Landgemeinden Auchwitz, Jacubowitz, Klemstein und Turkau umfasste.
Bei der Volksabstimmung in Oberschlesien am 20. März 1921 stimmten in Jakubowitz 300 Personen für einen Verbleib bei Deutschland und 0 für Polen. Jakubowitz verblieb wie der gesamte Stimmkreis Leobschütz beim Deutschen Reich. Zwischen 1922 und 1924 wurde das Dorf elektrifiziert. Am 24. Juni wurde das Kriegerdenkmal eingeweiht. 1933 zählte der Ort 373 Einwohner. Am 12. Juni 1936 wurde der Ort in Jakobsfelde umbenannt. 1939 zählte Jakobsfelde 400 Einwohner. Bis 1945 gehörte der Ort zum Landkreis Leobschütz. Am 24. März flüchtete die Dorfbevölkerung vor der heranrückenden Roten Armee in Richtung Sudetenland. Am 30. März 1945 rückte die Rote Armee in das Dorf ein, welche kurz darauf wieder durch die deutsche Wehrmacht zurückgedrängt wurde. Die deutsche Wehrmacht ließ den Kirchturm der St.-Anna-Kirche sprengen. Durch die Kampfhandlungen gerieten zahlreiche Wohnhäuser und Wirtschaftsgebäude in Brand. Die Rote Armee nahm das Dorf am 30. April 1945 ein.
1945 kam der bisher deutsche Ort unter polnische Verwaltung, wurde in Jakubowice umbenannt und der Woiwodschaft Schlesien angeschlossen. Im Mai 1945 kehrte ein Teil der zuvor geflüchteten Bevölkerung zurück. Im Sommer 1946 wurde die deutsche Bevölkerung des Ortes vertrieben, welche ins Bergische Land kam. 1950 wurde Jakubowice der Woiwodschaft Oppeln zugeteilt. 1956 wurde der Wiederaufbau der katholischen Annakirche fertiggestellt. 1999 wurde es Teil des wiedergegründeten Powiat Głubczycki.

## Sehenswürdigkeiten

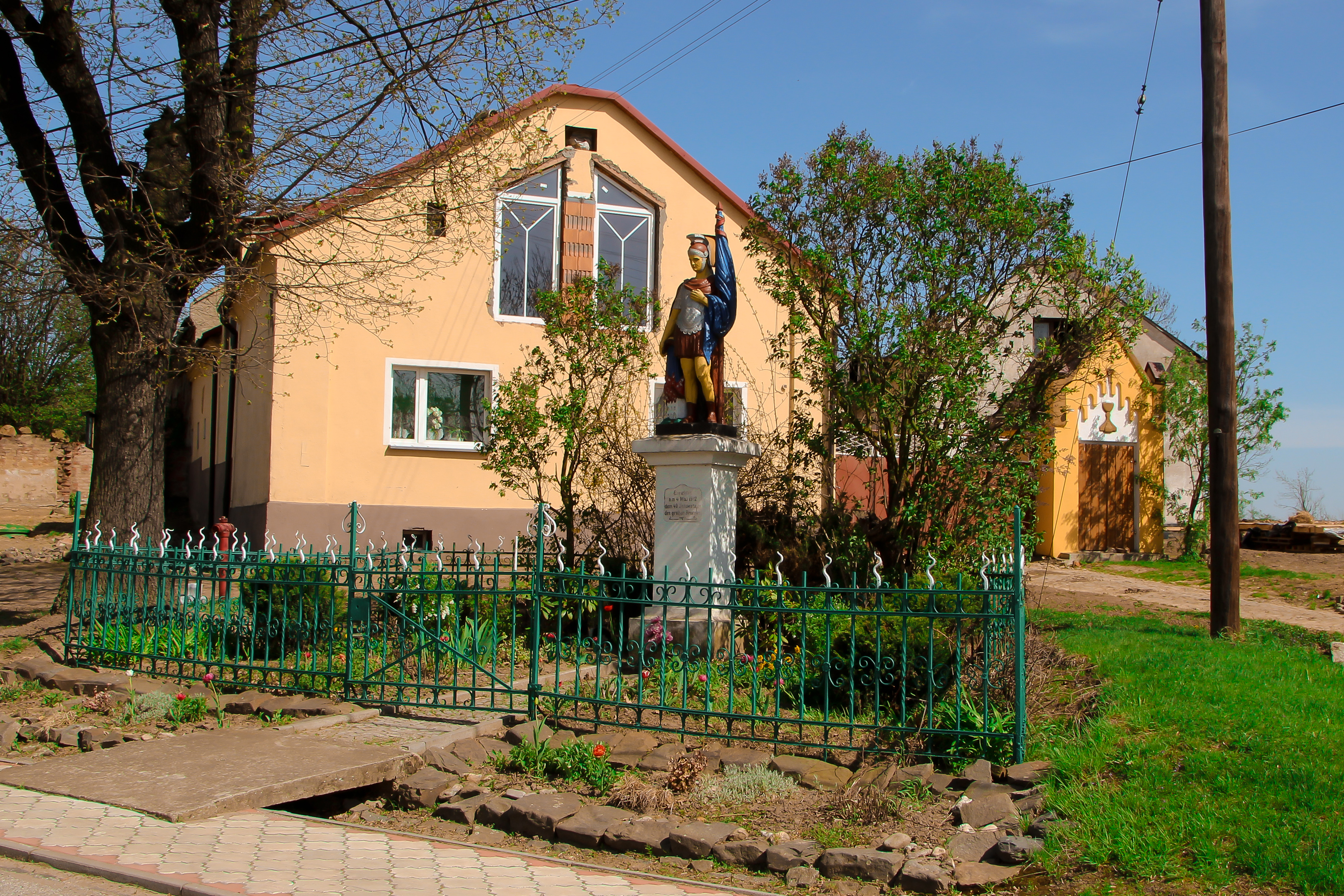
Florianstatue

- Die römisch-katholische Annakirche (poln. Kościół św. Anny) wurde zwischen 1886 und 1887 errichtet und ersetzte eine vorherige hölzerne Kapelle. Im Frühjahr 1945 wurde die Kirche stark beschädigt, nachdem die deutsche Wehrmacht den Turm sprengte. Bei einer zweiten Sprengung fiel der Turm auf das Kirchendach. Der Wiederaufbau erfolgte bis 1956. Am 28. Januar 2012 zerstörte ein Feuer den Innenraum der Kirche.[9]
- Steinerne Wegekapelle mit Nepomukstatue
- Statue St. Florian – 1912 errichtet
- Denkmal für die Gefallenen des Ersten Weltkriegs, die Inschriften wurden nach 1945 entfernt.
- Steinerne Wegekapelle aus Backstein
- Steinerne Wegekreuze